# George Frederick Charles Searle
George Frederick Charles Searle (Oakington, Cambridgeshire,3 de dezembro de 1864 — 16 de novembro de 1954) foi um professor e físico britânico, membro da Royal Society.

## Vida e obra
George Frederick Charles Searle nasceu em Oakington, Cambridgeshire, em 3 de dezembro de 1864. Quando criança, ele conheceu Clerk Maxwell, a quem ele considerava ser um indivíduo bem-humorada. Ele acabou trabalhando por 55 anos no Laboratório Cavendish, para J. J. Thomson.
Ele é conhecido por seu trabalho sobre a dependência da velocidade da massa eletromagnética. Esta é considerada como o antecessor direto da teoria especial da relatividade de Einstein.  
Searle foi casado com Alice Mary Edwards. Ele contraiu uma doença no início da Primeira Guerra Mundial, foi curado, e tornou-se um cientista cristão. Ele era um ciclista entusiasta e viajou cerca de proselitismo.  